# Хантер, Ар Джей
Рональд Джордан «Ар Джей» Хантер (англ. Ronald Jordan "R. J." Hunter; род. 24 октября 1993 года, Оксфорд, Огайо, США) — американский профессиональный баскетболист, играющий на позиции атакующего защитника. На студенческом уровне выступал за команду «Джорджия Стэйт Пантерс» под руководством своего отца Рона Хантера. Дважды признавался баскетболистом года конференции Sun Belt. Ему принадлежит рекорд по количеству набранных очков за всю историю команды (1819 очков).

## Карьера в колледже
Хантер отыграл три сезона за Университет штата Джорджия под руководством своего отца и главного тренера команды Рона Хантера. После третьего года обучения Хантер заявился на драфт НБА 2015 года.

### Первый год
Хантер в первой игре за колледж оформил дабл-дабл из 14 очков и 10 подборов. Всего за 1-й сезон он 12 раз набирал 20 и больше очков и 15 раз был лучшим в команде по количеству набранных очков. Стал лучшим новичком лиги, вошёл в первую сборную среди всех игроков и новичков лиги, а также стал самым результативным новичком в истории университета. Хантер закончил сезон с показателем 527 очков (17 за игру), что стало рекордом университета, также он стал одним из трёх новичков во всей стране, имевших в среднем за игру 17 очков и 5 подборов.

### Второй год
Хантер продолжил переписывать рекорды «Джорджия Стейт Пантерс». Во втором сезоне он имел в среднем за игру 18,4 очка, в обей сложности набрав 604 очка и стал первым игроком «Пантер», забросившим 100 трёхочковых бросков за один сезон. Хантер был очень хорош бросая штрафные очки, процент его попадания был равен 88,2 %. Также установил рекорд «Пантер» забив подряд 38 штрафных. В защите он был вторым в конференции Sun Belt по сделанным перехватам (63).
Во втором сезоне он установил лучший результат в студенческой карьере, набрав 41 очко в матче против «УТСА Роадраннерс», установив ещё один колледжский рекорд, забросив 12 трёхочковых бросков. 12 точных трёхочковых бросков также стало лучшим результатом среди всех студентов страны, а также рекордом конференции Sun Belt. Хантер был назван баскетболистом года конференции Sun Belt и лучшим спортсменов конференции Sun Belt.

### Третий год
В свой третий год обучения Хантер набрал свои лучшие 19,7 очков за игру, снова обновил рекорд «Пантер» забросив за сезон 688 очков (в каждом сезоне он переустанавливал рекорд команды).
«Пантеры» закончили сезон 2014—2015 на первом месте в конференции Sun Belt и, победив Южную Джорджию, заслужили право выступать в раунде 64-х турнира NCAA 2015 года. В том числе благодаря игре Ар Джей Хантера «Пантеры» победили в первом раунде «Бэйлор Беарз».
Хантер снова был назван баскетболистом года конференции Sun Belt и лучшим спортсменов конференции Sun Belt.

## Профессиональная карьера

### Бостон Селтикс (2015—2016)
25 июня 2015 года Хантер был выбран под 28-м номером на драфте НБА 2015 года командой «Бостон Селтикс». 27 июля 2015 года он подписал свой первый профессиональный контракт с «Селтикс». Он дебютировал в проигранном матче против «Индиана Пэйсерс», в котором он набрал 2 очка, забив один бросок из двух. Набирая всего 2,8 очка за игру в первых восьми матчах в НБА, 24 ноября Хантер оформил 12 очков при 5 из 6 попаданиях в игре против «Атланты Хокс». В течение своего дебютного сезона Хантер неоднократно отправлялся в команду «Мэн Ред Клоз», филиал «Селтикс» в Лиге развития. 24 октября 2016 года Хантер был отчислен «Селтикс».

### Чикаго Буллз (2016)
27 октября 2016 года Хантер подписал контракт с командой «Чикаго Буллз». 29 декабря 2016 года, приняв участие в трех матчах, он был отчислен «Буллз». За время пребывания в «Чикаго» Хантер несколько раз отправлялся в команду «Винди-Сити Буллз» из Лиги развития НБА.

### Лонг-Айленд Нетс (2017)
6 января 2017 года Хантер был приобретен командой «Лонг-Айленд Нетс» из Лиги развития НБА. Через четыре дня он дебютировал за «Лонг-Айленд» в матче с «Форт-Уэйн Мэд Энтс», набрав 22 очка, три передачи и два перехвата за 25 минут игры.

### Рио Гранде Вэллей Вайперс (2017—2018)
После того как Хантер не смог найти команду для участия в тренировочном лагере в рамках предсезонки, 24 октября 2017 года он перешел в команду «Рио Гранде Вэллей Вайперс» из Джи-лиги. Дебют Хантера в команде состоялся 4 ноября.

### Эри Бэйхоукс (2018—2019)
14 января 2018 года Хантер подписал двусторонний контракт с командой «Хьюстон Рокетс». 18 августа 2018 года Хантер был отзаявлен «Рокетс».
7 сентября 2018 года Хантер подписал контракт с «Атлантой Хокс». 13 октября 2018 года Хантер был отчислен «Хокс». Хантер был приглашен в тренировочный лагерь «Эри Бэйхоукс». В своем дебюте в «Бэйхокс» Хантер набрал 34 очка при 12 из 18 точных бросков в победе над «Гранд-Рапидс Драйв».

### Бостон Селтикс (2019)
10 января 2019 года Хантер подписал двусторонний контракт с «Бостон Селтикс».

### Тюрк Телеком (2019—2020)
27 июня 2019 года Хантер подписал контракт с клубом «Тюрк Телеком» из турецкой баскетбольной Суперлиги.

### Колледж-Парк Скайхокс (2020)
7 февраля 2020 года Хантер подписал контракт с командой «Колледж-Парк Скайхокс» из Джи-Лиги НБА. Хантер пропустил игру против «Гринсборо Сворм» 28 февраля из-за болезни.

### Галатасарай (2020—2021)
21 июля 2020 года Хантер подписал контракт с «Галатасараем» из турецкой баскетбольной Суперлиги.

### Сидней Кингз (2021—2022)
23 июля 2021 года Хантер подписал контракт с австралийским клубом «Сидней Кингз» на сезон 2021/22. 15 января 2022 года Хантер выбыл до конца сезона после разрыва сухожилия левого надколенника. Хантер был заменен в составе команды.

### Шарлотт Хорнетс (2023—настоящее время)
29 сентября 2023 года Хантер подписал контракт с командой «Шарлотт Хорнетс». 21 октября 2023 года игрок был отчислен.

## Личная жизнь
Ар Джей Хантер сын Рона Хантера и Эми Хантер. Крёстным отцом Хантер является Рон Харпер, который играл с его отцом в Университете Майами (Огайо). Ар Джей младший из двух детей в семье, у него есть старшая сестра Жасмин.

## Статистика

### Статистика в НБА
| Сезон                                                                                    | Команда | Регулярный сезон | Регулярный сезон | Регулярный сезон | Регулярный сезон | Регулярный сезон | Регулярный сезон | Регулярный сезон | Регулярный сезон | Регулярный сезон | Регулярный сезон | Регулярный сезон | Серия плей-офф | Серия плей-офф | Серия плей-офф | Серия плей-офф | Серия плей-офф | Серия плей-офф | Серия плей-офф | Серия плей-офф | Серия плей-офф | Серия плей-офф | Серия плей-офф |
| Сезон                                                                                    | Команда | GP               | GS               | MPG              | FG%              | 3P%              | FT%              | RPG              | APG              | SPG              | BPG              | PPG              | GP             | GS             | MPG            | FG%            | 3P%            | FT%            | RPG            | APG            | SPG            | BPG            | PPG            |
| ---------------------------------------------------------------------------------------- | ------- | ---------------- | ---------------- | ---------------- | ---------------- | ---------------- | ---------------- | ---------------- | ---------------- | ---------------- | ---------------- | ---------------- | -------------- | -------------- | -------------- | -------------- | -------------- | -------------- | -------------- | -------------- | -------------- | -------------- | -------------- |
| 2015/16                                                                                  | Бостон  | 36               | 0                | 8,7              | 36,7             | 30,2             | 85,7             | 1,0              | 0,4              | 0,4              | 0,1              | 2,7              | 5              | 0              | 8,2            | 22,2           | 20,0           | 0,0            | 1,2            | 0,6            | 0,0            | 0,2            | 1,0            |
| 2016/17                                                                                  | Чикаго  | 3                | 0                | 3,1              | 0,0              | 0,0              | 0,0              | 0,3              | 0,0              | 0,0              | 0,0              | 0,0              | Не участвовал  | Не участвовал  | Не участвовал  | Не участвовал  | Не участвовал  | Не участвовал  | Не участвовал  | Не участвовал  | Не участвовал  | Не участвовал  | Не участвовал  |
| 2017/18                                                                                  | Хьюстон | 5                | 1                | 9,0              | 35,0             | 21,4             | 100,0            | 1,0              | 0,6              | 0,6              | 0,0              | 3,8              | Не участвовал  | Не участвовал  | Не участвовал  | Не участвовал  | Не участвовал  | Не участвовал  | Не участвовал  | Не участвовал  | Не участвовал  | Не участвовал  | Не участвовал  |
| 2018/19                                                                                  | Бостон  | 1                | 0                | 25,7             | 46,2             | 40,0             | 50,0             | 3,0              | 3,0              | 1,0              | 0,0              | 17,0             | Не участвовал  | Не участвовал  | Не участвовал  | Не участвовал  | Не участвовал  | Не участвовал  | Не участвовал  | Не участвовал  | Не участвовал  | Не участвовал  | Не участвовал  |
|                                                                                          | Всего   | 45               | 1                | 8,8              | 37,1             | 29,5             | 81,8             | 1,0              | 0,4              | 0,4              | 0,1              | 3,0              | 5              | 0              | 8,2            | 22,2           | 20,0           | 0,0            | 1,2            | 0,6            | 0,0            | 0,2            | 1,0            |
| Наведите курсор мыши на аббревиатуры в заголовке таблицы, чтобы прочесть их расшифровку. |         |                  |                  |                  |                  |                  |                  |                  |                  |                  |                  |                  |                |                |                |                |                |                |                |                |                |                |                |

### Статистика в Джи-Лиге
| Сезон                                                                                    | Команда                   | Регулярный сезон | Регулярный сезон | Регулярный сезон | Регулярный сезон | Регулярный сезон | Регулярный сезон | Регулярный сезон | Регулярный сезон | Регулярный сезон | Регулярный сезон | Регулярный сезон | Серия плей-офф | Серия плей-офф | Серия плей-офф | Серия плей-офф | Серия плей-офф | Серия плей-офф | Серия плей-офф | Серия плей-офф | Серия плей-офф | Серия плей-офф | Серия плей-офф |
| Сезон                                                                                    | Команда                   | GP               | GS               | MPG              | FG%              | 3P%              | FT%              | RPG              | APG              | SPG              | BPG              | PPG              | GP             | GS             | MPG            | FG%            | 3P%            | FT%            | RPG            | APG            | SPG            | BPG            | PPG            |
| ---------------------------------------------------------------------------------------- | ------------------------- | ---------------- | ---------------- | ---------------- | ---------------- | ---------------- | ---------------- | ---------------- | ---------------- | ---------------- | ---------------- | ---------------- | -------------- | -------------- | -------------- | -------------- | -------------- | -------------- | -------------- | -------------- | -------------- | -------------- | -------------- |
| 2015/16                                                                                  | Мэн Ред Клоз              | 8                | 5                | 30,8             | 35,9             | 29,6             | 74,1             | 4,4              | 3,3              | 1,9              | 0,6              | 13,8             | Не участвовал  | Не участвовал  | Не участвовал  | Не участвовал  | Не участвовал  | Не участвовал  | Не участвовал  | Не участвовал  | Не участвовал  | Не участвовал  | Не участвовал  |
| 2016/17                                                                                  | Винди-Сити Буллз          | 5                | 5                | 34,6             | 31,3             | 19,1             | 76,2             | 4,8              | 4,6              | 2,0              | 0,2              | 18,6             | Не участвовал  | Не участвовал  | Не участвовал  | Не участвовал  | Не участвовал  | Не участвовал  | Не участвовал  | Не участвовал  | Не участвовал  | Не участвовал  | Не участвовал  |
| 2016/17                                                                                  | Лонг-Айленд Нетс          | 24               | 13               | 30,1             | 40,4             | 34,9             | 77,6             | 2,1              | 3,0              | 1,0              | 0,6              | 18,0             | Не участвовал  | Не участвовал  | Не участвовал  | Не участвовал  | Не участвовал  | Не участвовал  | Не участвовал  | Не участвовал  | Не участвовал  | Не участвовал  | Не участвовал  |
| 2017/18                                                                                  | Рио-Гранде Вэллей Вайперс | 45               | 28               | 30,8             | 44,3             | 37,7             | 80,3             | 3,5              | 3,2              | 1,4              | 0,5              | 20,4             | 2              | 2              | 30,3           | 38,9           | 19,0           | 85,7           | 2,0            | 2,0            | 2,0            | 0,0            | 19,0           |
| 2018/19                                                                                  | Эри Бэйхокс               | 22               | 22               | 33,2             | 42,7             | 34,6             | 85,6             | 5,7              | 4,4              | 2,0              | 1,0              | 22,0             | Не участвовал  | Не участвовал  | Не участвовал  | Не участвовал  | Не участвовал  | Не участвовал  | Не участвовал  | Не участвовал  | Не участвовал  | Не участвовал  | Не участвовал  |
| 2018/19                                                                                  | Мэн Ред Клоз              | 22               | 20               | 32,6             | 37,1             | 33,3             | 79,6             | 4,9              | 4,0              | 1,2              | 1,1              | 14,8             | Не участвовал  | Не участвовал  | Не участвовал  | Не участвовал  | Не участвовал  | Не участвовал  | Не участвовал  | Не участвовал  | Не участвовал  | Не участвовал  | Не участвовал  |
| 2019/20                                                                                  | Колледж-Парк Скайхокс     | 10               | 4                | 23,9             | 34,1             | 29,1             | 64,7             | 3,3              | 2,9              | 1,3              | 0,5              | 9,0              | Не участвовал  | Не участвовал  | Не участвовал  | Не участвовал  | Не участвовал  | Не участвовал  | Не участвовал  | Не участвовал  | Не участвовал  | Не участвовал  | Не участвовал  |
|                                                                                          | Всего                     | 136              | 97               | 31,0             | 40,8             | 34,5             | 79,8             | 3,9              | 3,5              | 1,4              | 0,7              | 18,0             | 2              | 2              | 30,3           | 38,9           | 19,0           | 85,7           | 2,0            | 2,0            | 2,0            | 0,0            | 19,0           |
| Наведите курсор мыши на аббревиатуры в заголовке таблицы, чтобы прочесть их расшифровку. |                           |                  |                  |                  |                  |                  |                  |                  |                  |                  |                  |                  |                |                |                |                |                |                |                |                |                |                |                |

### Статистика в колледже
| Сезон                                                                                   | Команда        | GP | GS | MPG  | FG%  | 3P%  | FT%  | RPG | APG | SPG | BPG | PPG  |  |
| --------------------------------------------------------------------------------------- | -------------- | -- | -- | ---- | ---- | ---- | ---- | --- | --- | --- | --- | ---- |  |
| 2012/13                                                                                 | Джорджия Стэйт | 31 | 31 | 33,5 | 43,9 | 36,5 | 77,6 | 5,1 | 1,8 | 1,7 | 0,8 | 17,0 |  |
| 2013/14                                                                                 | Джорджия Стэйт | 33 | 32 | 33,5 | 44,4 | 39,5 | 88,2 | 4,6 | 1,7 | 1,9 | 0,9 | 18,3 |  |
| 2014/15                                                                                 | Джорджия Стэйт | 35 | 35 | 37,0 | 39,5 | 30,5 | 87,8 | 4,7 | 3,6 | 2,1 | 1,0 | 19,7 |  |
|                                                                                         | Всего          | 99 | 98 | 34,7 | 42,3 | 35,4 | 85,3 | 4,8 | 2,4 | 1,9 | 0,9 | 18,4 |  |
| Наведите курсор мыши на аббревиатуры в заголовке таблицы, чтобы прочесть их расшифровку |                |    |    |      |      |      |      |     |     |     |     |      |  |